# Life Bites (serie televisiva 2008)
Life Bites è una serie televisiva britannica, adattamento britannico della sitcom italiana Life Bites - Pillole di vita. La serie, prodotta dall'indipendente Prism Entertainment, è andata in onda nel Regno Unito su Disney Channel UK. In Italia è andato in onda dal 15 ottobre 2007 su Disney Channel e dal 2009 sul canale Disney in English.

## Episodi
| Stagione         | Episodi | Prima TV UK | Prima TV Italia |
| ---------------- | ------- | ----------- | --------------- |
| Prima stagione   | 16      | 2008        | 2009            |
| Seconda stagione | 12      | 2009        | 2011            |